# ريبيكا غايل هويل
ريبيكا غايل هويل (بالإنجليزية: Rebecca Gayle Howell)‏ هي مترجمة وكاتِبة وشاعرة أمريكية، ولدت في 10 أغسطس 1975 في ليكسينغتون في الولايات المتحدة.